# Verónica Cuadrado Dehesa
Verónica Cuadrado Dehesa (Santander, Espanya 1979) és una exjugadora d'handbol càntabra, guanyadora d'una medalla olímpica.
Va néixer el 8 de març de 1979 a la ciutat de Santander.
Membre del KIF Kolding de la lliga danesa, va participar als 33 anys en els Jocs Olímpics d'Estiu de 2012 celebrats a Londres (Regne Unit), on va aconseguir guanyar la medalla de bronze en derrotar en el partit pel tercer lloc a la selecció de Corea del Sud. En finalitzar el Jocs es retirà de la competició.
Al llarg de la seva carrera ha aconseguit una medalla de bronze al Campionat del Món d'handbol i una medalla de plata en el Campionat d'Europa de l'especialitat.